# Honda VFR
Die Honda VFR-Baureihe ist eine Motorradbaureihe des japanischen Herstellers Honda. Sie umfasst Supersportler, Sporttourer und seit 2011 auch Reiseenduros, die von V-Motoren mit vier Zylindern angetrieben werden. Frühe Modelle werden auch mit VF oder RVF bezeichnet. Hierbei steht das V für die Zylinderanordnung, das F für „four“ (die Anzahl der Zylinder) und das R für „race“, sofern es sich um ein eher sportlich orientiertes Modell handelt.

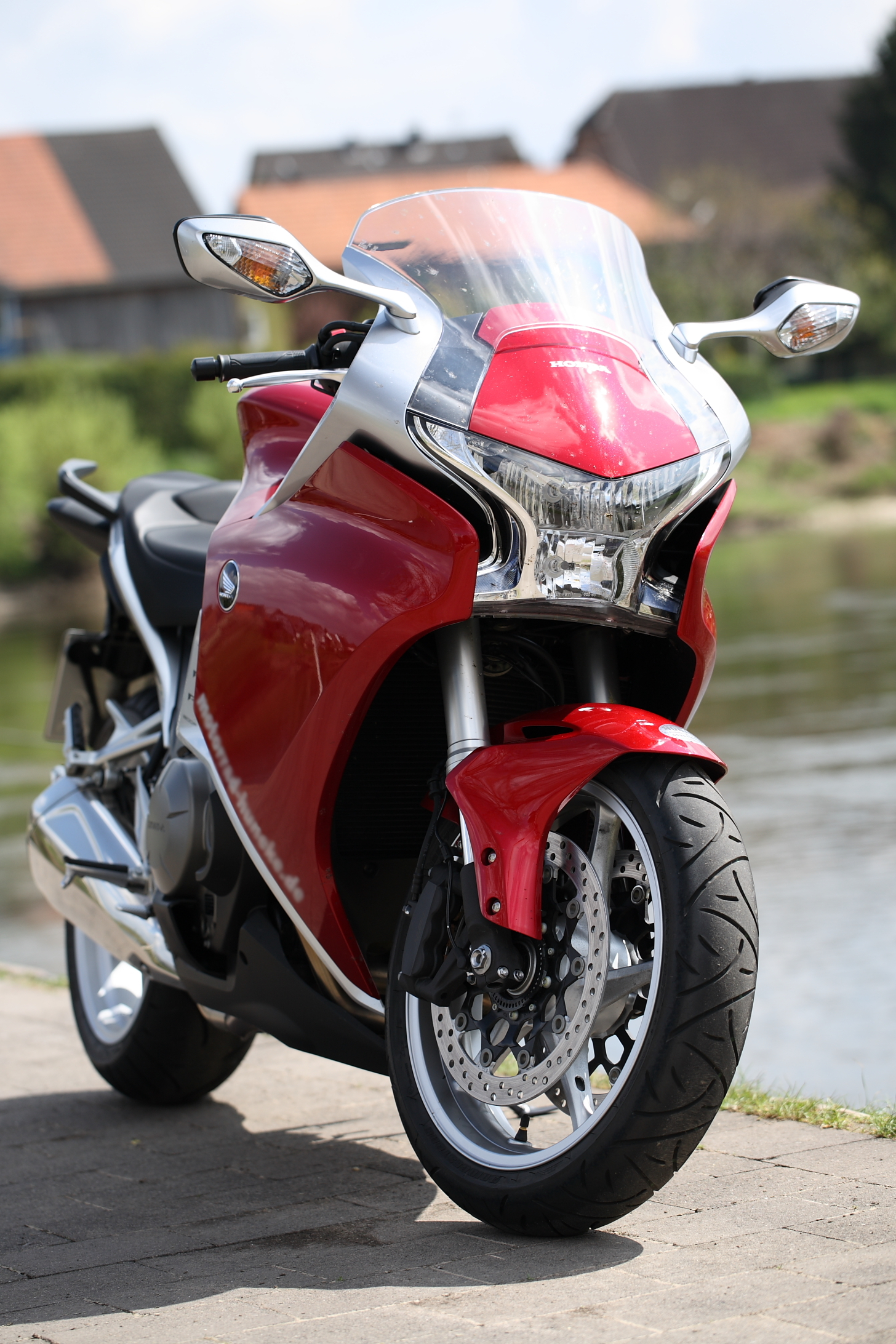
Honda VFR 1200 F (2010)

- Supersportler
  - VFR 400 R (NC21 1986-1987, NC24 1987-1988, NC 30 1989-1993) → RVF 400 (NC 35, 1994–1996)
  - VF 700 C Supermagna
  - VFR 750 R (RC 30, 1987–1992) → RVF 750 (RC 45, 1993–?)

- Sporttourer
  - VF 400 F (1982–1986) → VF 500 F (1984–1987)
  - VF 750
    - VF 750 C (1982–1984)
    - VF 750 S (1982–1983)
    - VF 750 F (RC15, 1983–1984)

  - VFR 750 F (RC 24, RC24/II, RC 36, RC36/II 1985–1997) → VFR 800 (RC 46, RC 46/II, 1998–2010) → VFR 800 F (RC 79, seit 2014)
  - VF 1100 C (1983)
  - VF 1000 F Interceptor (SC15, 1984 - 1987) → VF 1000 F II (SC15, 1985–1987)
  - VF 1000 R (SC16 1984–1987, war 1984 das schnellste Serienmotorrad der Welt)
  - VFR 1200 F (SC 63, 2009–2016)

- Reiseenduros
  - VFR 800 X Crossrunner (RC 60, seit 2011)
  - VFR 1200 X Crosstourer (SC 70, seit 2012)